# Six Bullets
Six Bullets (bra 6 Balas) é um filme estadunidense de 2012, dos gêneros ação e suspense, dirigido por Ernie Barbarash.

## Sinopse
Quando a filha do famoso lutador Andrew Fayden é sequestrada, ele pede ajuda a um mercenário que também já sofrera com esse crime.